# 데즈먼드 해링턴
데즈먼드 해링턴(Desmond Harrington, 1976년 10월 19일 ~ )은 미국의 배우이다.

## 출연 작품

### 영화
- 잔 다르크 (1999)
- 보일러 룸 (2000)
- 라이딩 위드 보이스 (2001)
- 더 홀 (2001)
- 고스트 쉽 (2002)
- 위 워 솔저스 (2002)
- 데드 캠프 (2003)
- 섹스 마네킹 (2003)
- 엑시트 스피드 (2008)
- 타이머 (2009)
- 다크 나이트 라이즈 (2012)
- 네온 데몬 (2016)

### 텔레비전
- 테이큰 (2002)
- 로앤오더: 뉴욕 특수수사대 (2006)
- 레스큐 미 (2007)
- 덱스터 (2008-13)
- 가십걸 (2009-12)
- 저스티파이드 (2012)
- 리미트리스 (2015)
- 더블 타겟 (2016-17)
- 브루클린 나인-나인 (2017)
- 엘리멘트리 (2018)
- 맨헌트 (2020)